# アルカンタラの戦い (1706年)
アルカンタラの戦い（アルカンタラのたたかい、英語: Battle of Alcantara）はスペイン継承戦争中の1706年に行われた、ゴールウェイ伯爵ヘンリー・デ・マシュー率いるイングランド王国とポルトガル王国の連合軍とフランス王国軍の間の戦闘。ゴールウェイ伯爵はアルカンタラの駐留軍を攻撃、フランス軍の10個大隊は降伏、大砲60門をイングランド軍に鹵獲された。